# کارولین پیکرینگ پیومو
کارولین پیکرینگ پیومو (به انگلیسی: Caroline Pickering Puamau) (زادهٔ ۱ مهٔ ۱۹۸۰) شناگر اهل فیجی است.